# Alfredo Gómez Haedo
Alfredo Gómez Haedo Albín (Mercedes, Soriano, Uruguay, 27 de enero de 1927 - Montevideo, Uruguay, 23 de abril de 2004) fue un magistrado uruguayo, quien se desempeñó como Procurador del Estado en lo Contencioso Administrativo en forma interina entre 1992 y 1994.

## Primeros años
Nació en Mercedes el 27 de enero de 1927,hijo de Francisco Gómez Haedo y de Francisca María Elena Albín Díaz.
Cursó estudios en la Facultad de Derecho de la Universidad de la República, donde obtuvo el título de abogado en 1957.
Se desempeñó como letrado de la Administración Nacional de Combustibles, Alcohol y Portland.

## Abogado adjunto
En noviembre de 1978 pasó a cumplir funciones en la Procuraduría del Estado en lo Contencioso Administrativo.
En junio de 1979 fue nombrado Abogado Adjunto de dicha Procuraduría.

## Procurador del Estado en lo Contencioso Administrativo interino
En marzo de 1990, el entonces Procurador del Estado en lo Contencioso Administrativo Mariano Brito, al ser nombrado Ministro de Defensa Nacional, hizo reserva de su cargo, por lo que Juan Carlos Gambarotta se convirtió en Procurador interino. 
Gambarotta ocupó el puesto algo más de dos años, hasta su cese en junio de 1992 al cumplir los 70 años, edad límite constitucionalmente establecida para su ejercicio. 
Ante tal circunstancia, el 22 de julio de 1992 Gómez Haedo fue nombrado nuevo Procurador interino.
Desempeñó este cargo durante poco menos de dos años, hasta que, tras renunciar Brito a reintegrarse a la Procuraduría una vez finalizada su gestión ministerial, en abril de 1994 fue nombrado como nuevo titular del puesto Eduardo Piaggio Soto.

## Vida personal. Fallecimiento
Contrajo matrimonio en 1955 con Mireya Alonso Regules,con quien tuvo tres hijas, Mireya, Marta y Raquel Gómez Haedo Alonso. 
Alfredo Gómez Haedo falleció en Montevideo el 23 de abril de 2004, a los 77 años de edad.